# Pierre Kerkhoffs
Pieter Johannes Elisabeth Kerkhoffs (26 de març de 1936 - 19 d'octubre de 2021), conegut com a Pierre Kerkhoffs, va ser un futbolista neerlandès que va jugar a nivell professional com a davanter. Kerkhoffs va jugar a futbol de club per al SC Enschede i el PSV, i va ser el màxim golejador de l'Eredivisie la temporada 1962–63. Més tard va jugar a Suïssa al Lausanne Sport.
Kekhoffs també va disputar internacionalment cinc partits amb els Països Baixos entre 1960 i 1965.

## Palmarès
PSV Eindhoven
- Eredivisie: 1962–63[1]
- Màxim golejador de l'Eredivisie: 1962–63